# Pierre-Henri Nyst

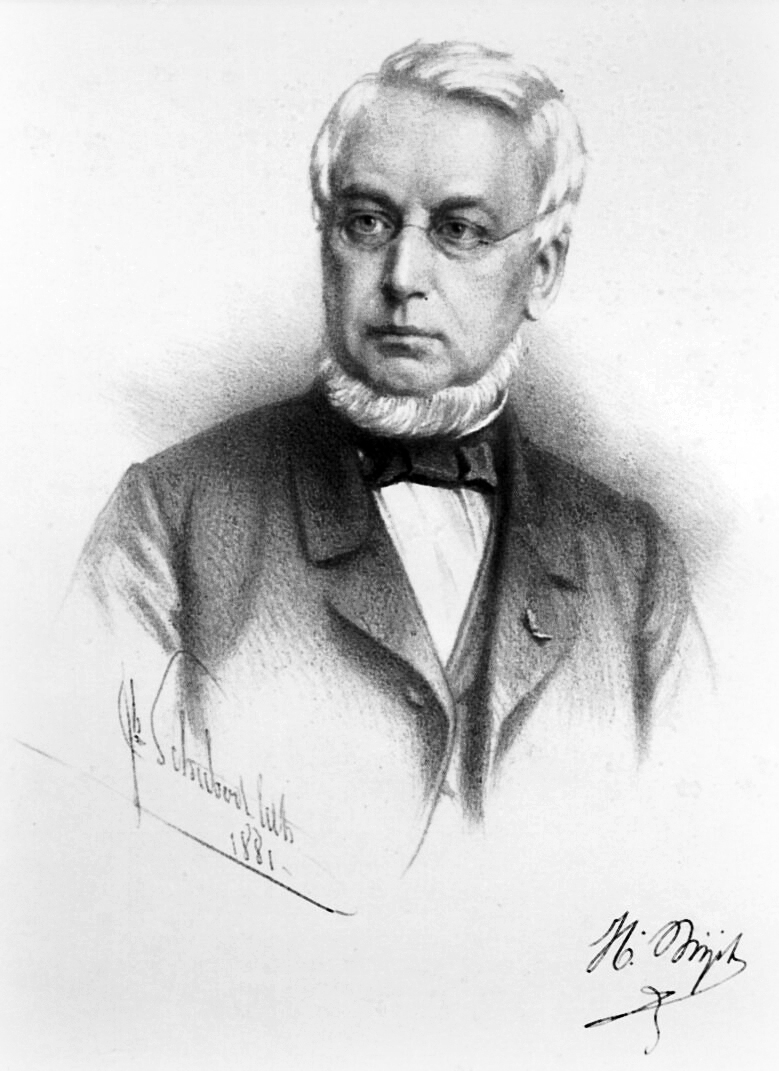
Porträt von Pierre-Henri Nyst

Pierre-Henri Nyst (* 16. Mai 1813 in Arnheim; † 6. April 1880 in Brüssel) war ein niederländischer Malakologe, der sein ganzes Leben in Belgien zugebracht hat.
Nyst ist unter anderem durch seine Publikation Conchyliologie des terrains Tertiaires de la Belgique (1878–1881) bekannt geworden. Er gehört, zusammen mit Frederic William Harmer und Searles Valentine Wood (Senior), zu den wichtigsten Autoren des 19. Jahrhunderts, die sich um die Erforschung der fossilen Molluskenfauna des Nordseebeckens verdient gemacht haben.

## Mitgliedschaften
Im Dezember 1842 wurde er korrespondierendes und im Dezember 1847 volles Mitglied der Académie royale de Bruxelles.

## Eponymenliste
Zahlreiche Tierarten, insbesondere Mollusken, sind nach Nyst benannt worden. Hier eine Auswahl:

### Mollusken
- Acamptogenotia intorta nysti Glibert, 1954
- Amnicola nysti de Boissy, 1848
- Angulus (Peronaea) benedenii nysti (Deshayes, 1857)
- Astarte nystana Kickx, 1835
- Asthenotoma nysti d'Orbigny, 1847
- Cerodrillia (Elaeocyma) nysti (Harmer, 1915)
- Chlamys nysti G. Vincent, 1881
- Corbula nystii Deshayes, 1857 = Lentidium (Ajanssenium) nitidum (J. Sowerby, 1822)
- Crassatella nystiana d’Orbigny, 1850
- Diplodonta (Felaniella) nysti (Bosquet, 1868)
- Emarginula nystiana (Bosquet, 1851)
- Euspira nysti (d'Orbigny, 1852)
- Fissurella nystiana de Ryckholt, 1847
- Helix nystiana Pfeiffer, 1845 = Trichodiscina coactiliata (Férussac, 1838)
- Hydrobia nysti Mayer-Eymar, 1889
- Limatula nysti Speyer, 1864
- Melanoides (Tarebia) fasciatus nysti (Nyst, 1836)
- Murex nysti A. Rouault, 1848
- Musculus nysti Nyst, 1836 = Aulacomya subfragilis d'Orbigny, 1852
- Mytilopsis nystiana (d'Orbigny, 1847)
- Nuculella nysti Galeotti, 1837
- Nystia Tournouër, 1869
- Nystiella Clench & Turner, 1952
- Nystiellinae Clench & Turner, 1952
- Ocenebra pseudonysti (S.V. Wood, 1879)
- Odontostoma nysti Bosquet, 1859 = Odostomia semperi (Bosquet, 1859)
- Oxystele nysti Cossmann, 1918 = Calliostoma simile Sowerby, 1818
- Pelecyora (Cordiopsis) polytropa nysti (d'Orbigny, 1852)
- Pleurotoma nysti Rouault, 1848.
- Pterynotus nysti (Von Koenen, 1867) = Pterynotus (Pterochelus) angustifolius (Kautsky, 1925)
- Purpura (Tritonalia) nysti (Von Koenen, 1867)
- Scobinella? nysti Glibert, 1958 = Mangelia gracilior (Bell, 1871)
- Stalagmium nysti Galeotti, 1837
- Syrnola nysti d'Orbigny, 1852
- Thracia nysti von Koenen, 1868
- Thyasira nysti (Philippi, 1845)
- Trophon muricatus nysti (Harmer, 1914) = Trophon muricatus (Montagu, 1803)
- Trophon nysti (Rouault, 1850)

### Brachiopoden
- Mannia nysti Dewalque, 1868
- Novocrania nysti (Davidson, 1874)
- Productus (Rugicostella) nystianus De Koninck, 1842
- Terebratulina nysti Bosquet, 1862

### Andere
- Cythere nystiana Bosquet, 1852 (Ostracoda)
- Loxoconcha nystiana (Bosquet, 1852) Keij, 1957 (Ostracoda)
- Onychocella nysti (v. Hagenow, 1851) (Bryozoa)
- Palaeophoca nystii Van Beneden, 1859 (Mammalia)
- Proboscidiella nystiana de Koninck (Metamonada Protista)
- Rotularia nysti Galeotti, 1837 (Annelida)
- Stephanophyllia nysti Milne-Edwards & Haime, 1851 (Cnidaria)

### Publikationen über Pierre-Henri Nyst
- Crosse, H. & P. Fischer: Nécrologie. Journal de Conchyliologie, 29(1): 102., 1881.
- Etheridge, R.: Pierre Henri Nyst. Quarterly Journal of the Geological Society of London, Proceedings, 37: 50-51. 1881.
- Dupont, É.: Notice sur la vie et les travaux de Pierre-Henri Nyst, Membre de L'Académie. Annuaire de l’Academie Royale de Belgique, 48: 307-324. 1882.

### Publikationen von Pierre-Henri Nyst
- Recherches sur les coquilles fossiles de la province d'Anvers, 36 pp; Bruxelles 1835.
- Tableau de coquilles fossiles de la province Limbourg. -- Appendice de: Ph. Vandermaelen, Dictionnaire géographique de la province de Limbourg. 1835.
- Recherches sur les coquilles fossiles de Kleyn-Spauwen et Housselt (Province de Limbourg). Messager des Science et des Arts de la Belgique ou Nouv. Arch. hist., litt. et sci., 4: 139-180. 1836.
- Description des coquilles et des polypiers fossiles des terrains tertiaires de la Belgique. -- Mémoires cour. Académie royal Bruxelles, 17: 1-676, 47 pls.; 1843.
- Conchyliologie des terrains tertiaires de la Belgique. Annales du Musée Royale d'Histoire Naturelle de Belgique, 3: 1-262 (1878), 28 pls. (1881).
- Paléontologie des terrains tertiaires de la Belgique. I. Partie: Terrain pliocène scaldisien. Annales du Musée Royale d'Histoire Naturelle de Belgique, III. 1881.}